# Didier Budimbu Ntubuanga
 (décembre 2022).
Didier Budimbu Ntubuanga est un homme politique du Congo-Kinshasa, ministre des Sports et Loisirs depuis juin 2024 et ministre des Hydrocarbures entre avril 2021 et juin 2024.

## Biographie

### Jeunesse et formations
Il est le fils de l'ambassadeur Dikumbaka Budimbu, professeur de l'université pédagogique nationale de Kinshasa ainsi que de l'université de Kisangani et de Suzanne Yala Kaba, retraitée de la Société congolaise des Postes et Télécommunications.

### Carrière politique
Le 6 septembre 2019, Didier Budimbu Ntubuanga est nommé vice-ministre de l'Enseignement primaire, secondaire et technique EPST dans le gouvernement Ilunga,.
Le 12 avril 2021, il est nommé ministre national des Hydrocarbures,.

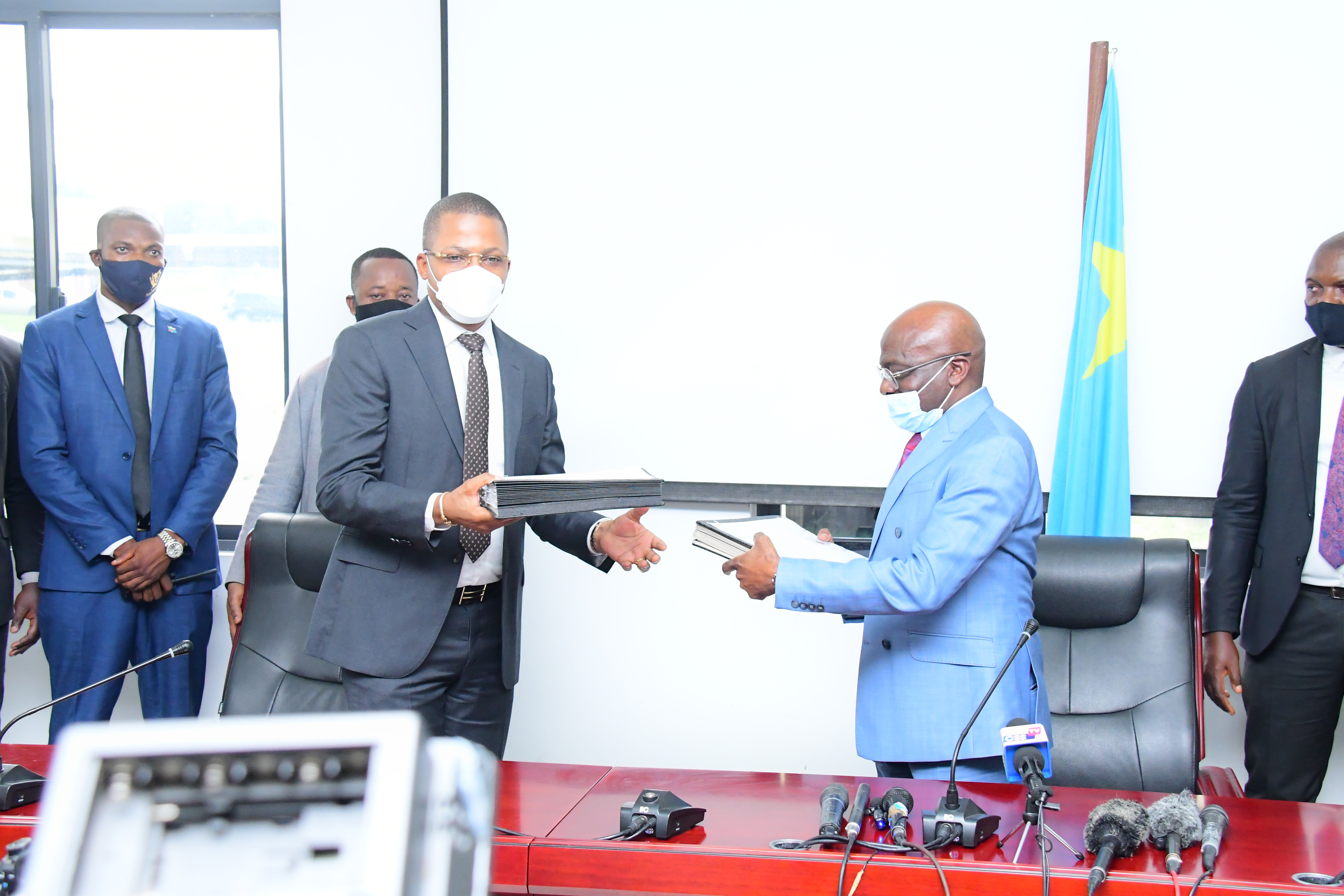
Remise et reprise ministère des hydrocarbures.
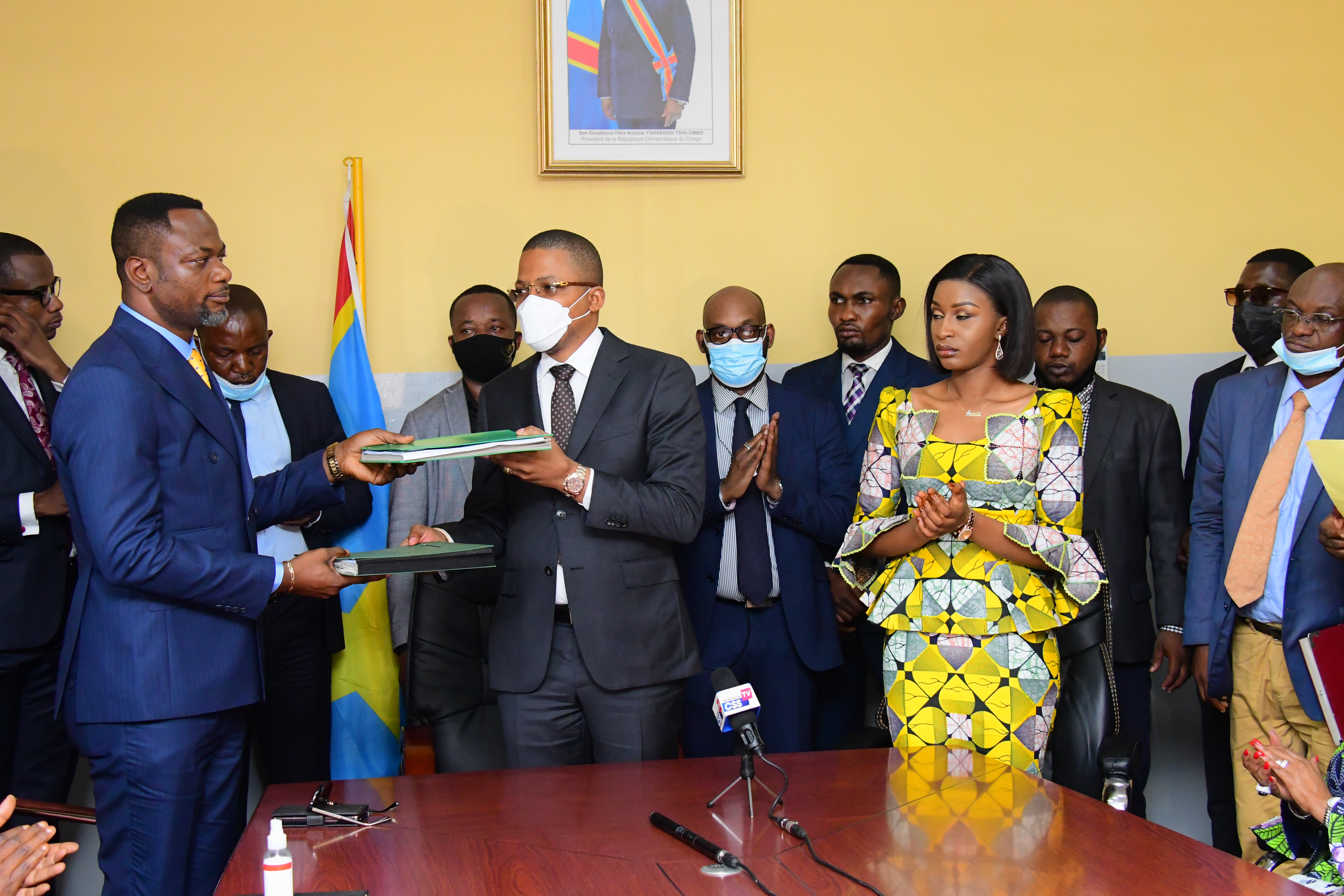
Remise et reprise fin du ministère EPST.

## Polémiques
En avril 2022, Didier Budimbu Ntubuanga est arrêté par l'Agence nationale des renseignements (ANR) à Kinshasa dans une affaire liée à la sécurité intérieure du pays.

## Vie privée
Didier Budimbu a 6 sœurs et 4 frères.